# Pumpstocken 13

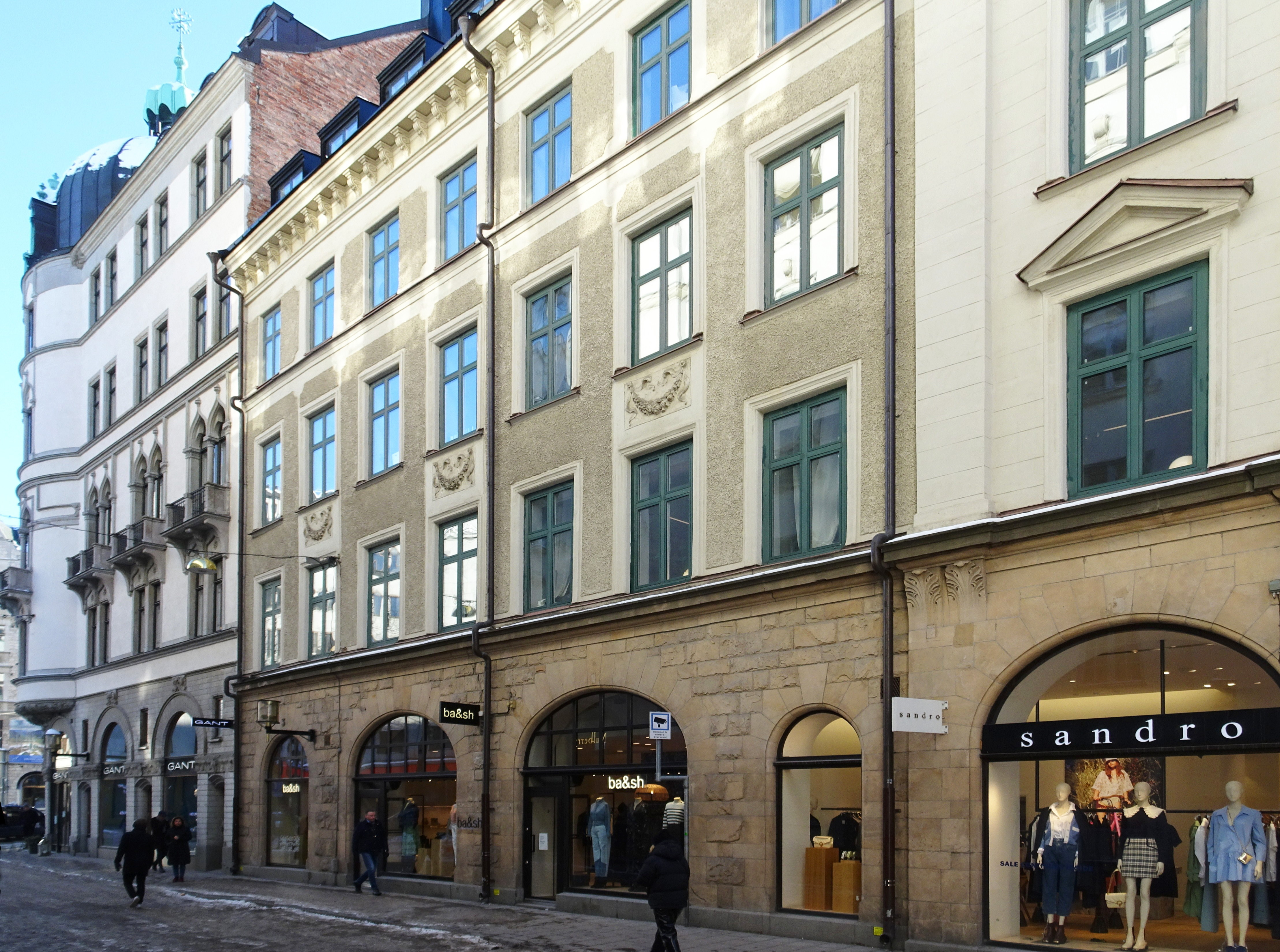
Fasad mot Jakobsbergsgatan, 2021.

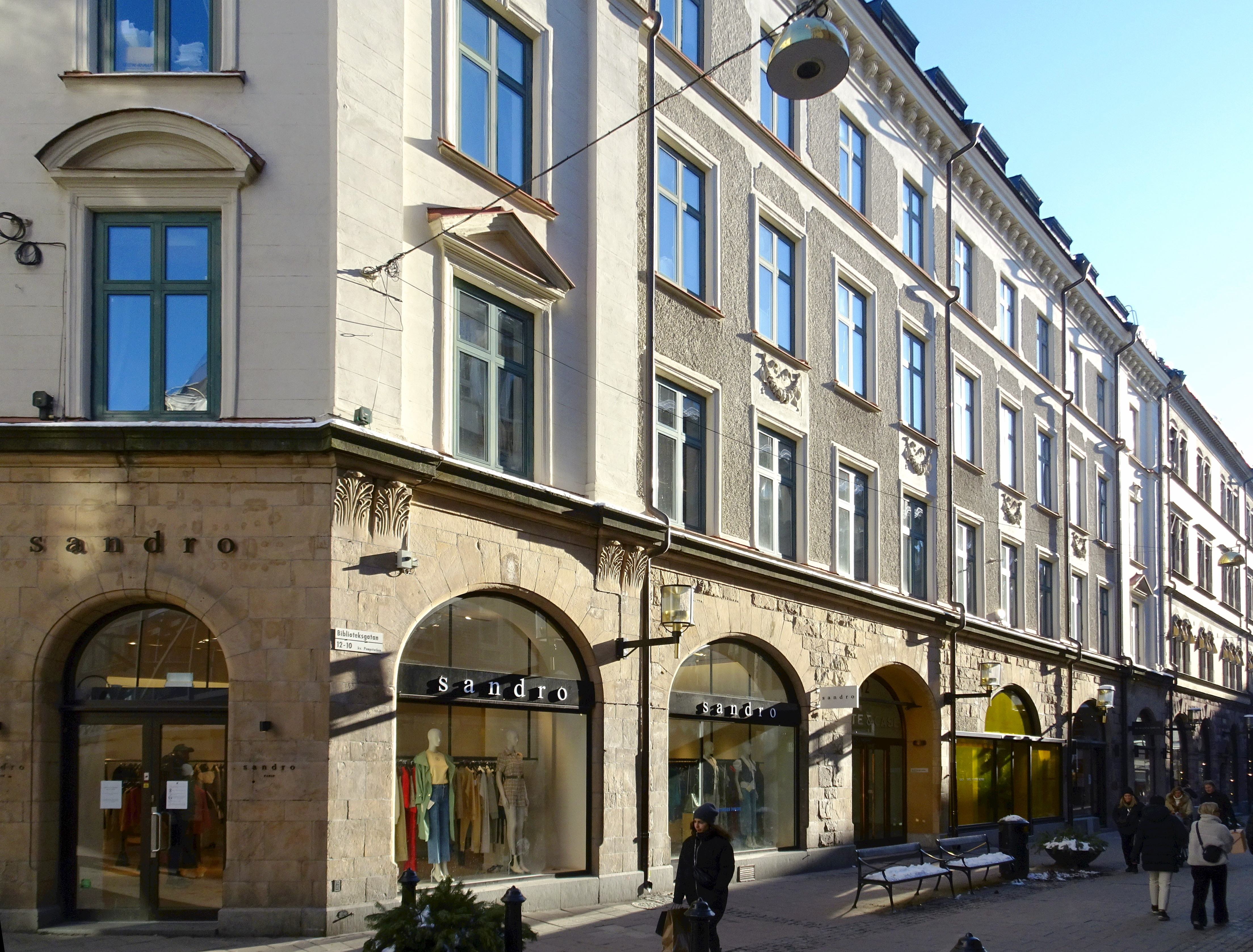
Fasad mot Biblioteksgatan, 2021.

Pumpstocken 13 är en kulturhistoriskt värdefull fastighet i kvarteret Pumpstocken i hörnet Biblioteksgatan 12 / Jakobsbergsgatan 3 på Norrmalm i Stockholm. Byggnaden uppfördes på 1860-talet och är den äldsta i kvarteret. Mellan 1899 och 1902 utfördes en genomgripande ombyggnad efter ritningar av arkitekt Lars Israel Wahlman då huset fick sitt nuvarande utseende. Fastigheten ägs sedan 2000 av fastighetsbolaget Hufvudstaden och är grönmärkt av Stadsmuseet i Stockholm vilket innebär att den bedöms vara "särskilt värdefull från historisk, kulturhistorisk, miljömässig eller konstnärlig synpunkt".

## Kvarteret

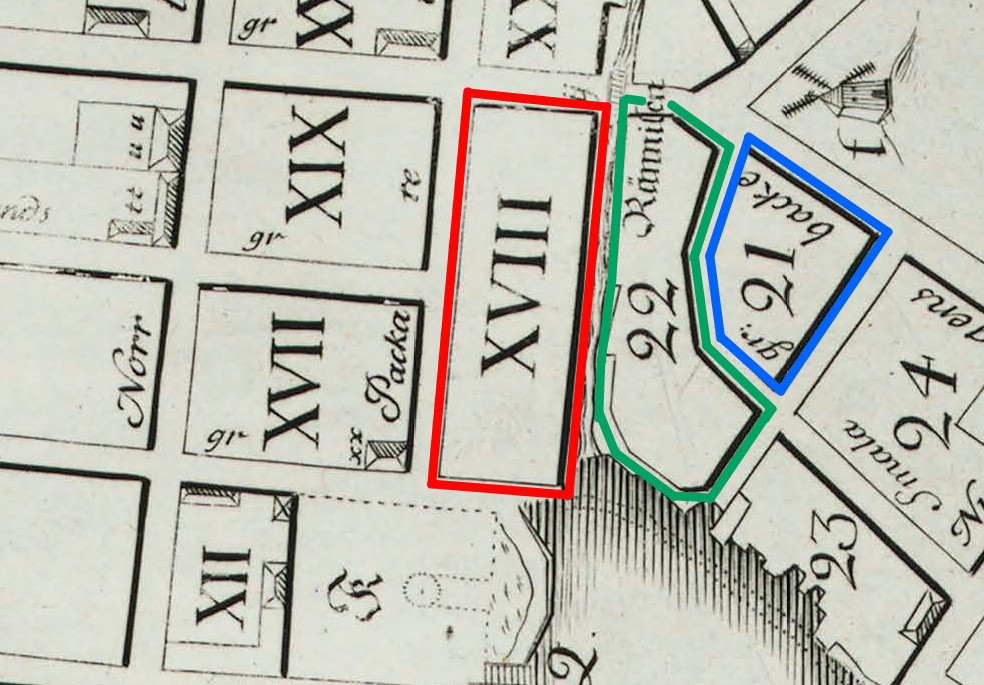
Pumpstocken (XVIII) och Rännilen (22), Tillaei karta 1733.

Kvartersnamnet Pumpstocken är känt sedan tidigt 1700-tal och redovisas på Petrus Tillaeus karta från 1733 med nummer XVIII. Kvarteret hade då en långsträckt form och låg med sin långsida väster om Rännilen samt norr om Ladugårdslandsviken (nuvarande Nybroviken) och Packaretorget (nuvarande Norrmalmstorg). En pumpstock var en på längden genomborrad trästock vilken användes som vattenledning. På området lagrades sådana pumpstockar av stadens pumpmakare Erik Rawaldson på 1660-talet, därav namnet. 
När nuvarande kvarteret stadsplanerades i slutet av 1880-talet blev det mindre och delades i Pumpstocken i norr och Rännilen i söder samt styckades i fyra fastigheter (10, 11, 12 och 13). I samband med en fastighetsreglering år 2005 slogs samtliga fastigheter samman till Pumpstocken 10. I och med förvärvet av Pumpstocken 13 år 2000 ägs hela kvarteret av Hufvudstaden. Under åren 2006–2008 grundförstärktes samtliga byggnader i kvarteret Pumpstocken.

## Historik

### Ursprungsbyggnaden
Pumpstocken 13 är det enda huset som återstår från tiden innan regleringen av trakten kring södra delen av Birger Jarlsgatan som genomfördes på 1870-talet. Bostadshuset (dåvarande Pumpstocken V) i hörnet Jakobsbergsgatan / Norrmalmsgatan restes 1863-1865 av byggmästaren F.U. Aspengren efter ritningar av okänd arkitekt. Aspengren var även byggherre. Det stora stenhuset i fyra våningar var då omgiven av låga träkåkar och ruckel och borde av samtiden ha uppfattats som en främmande fågel. Det skulle ta cirka 30 år innan de övriga tre fastigheterna i kvarteret bebyggdes.

### Ombyggnad

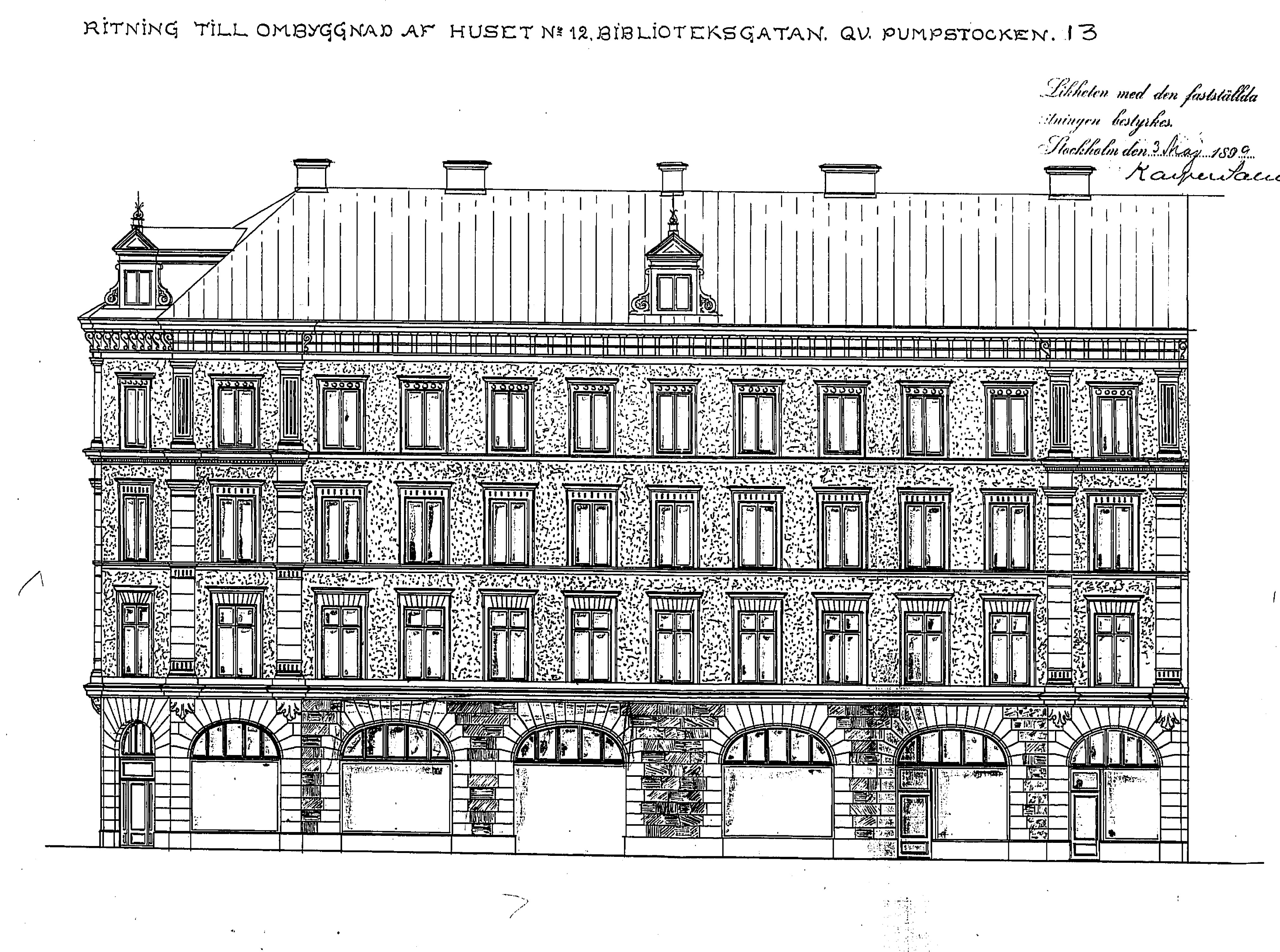
Fasadritningen från 1899.

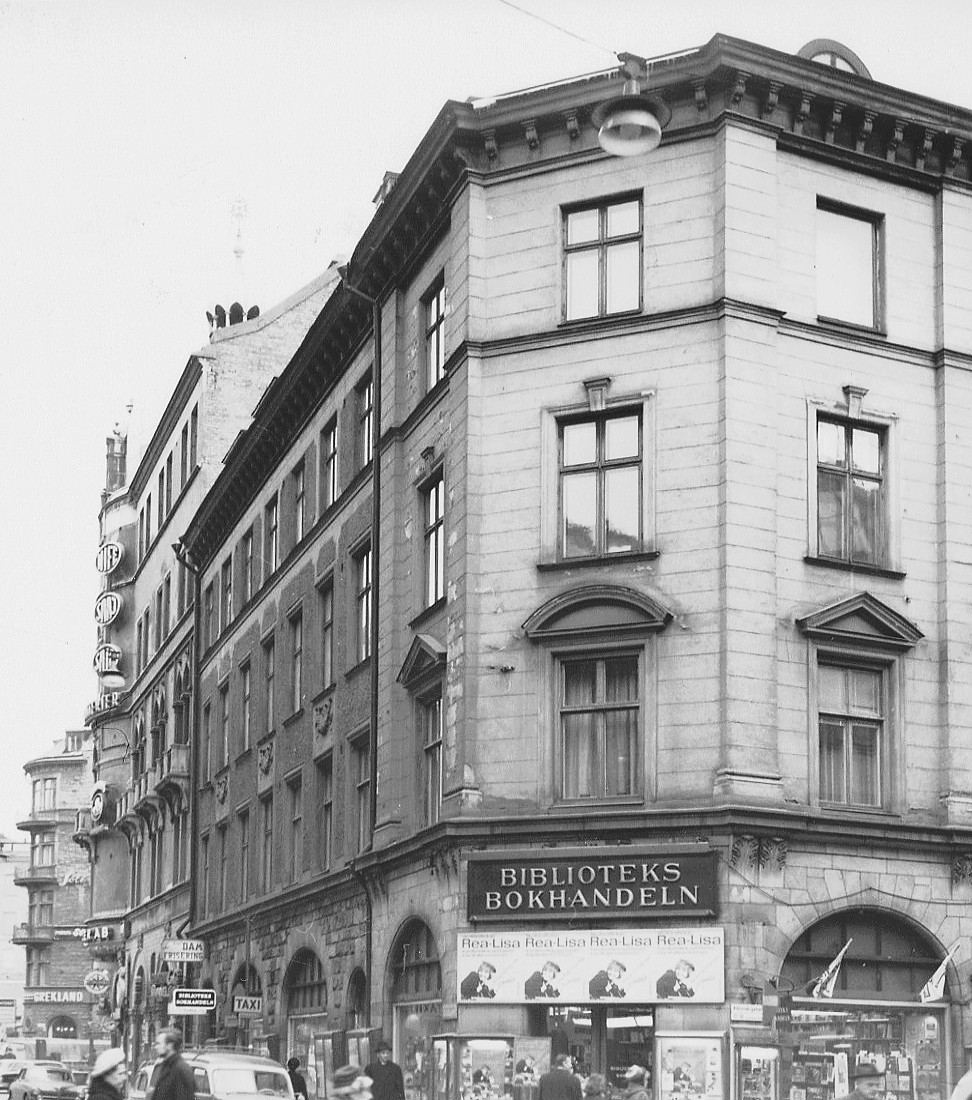
Hörnet med Biblioteksbokhandeln 1964.

År 1899 förvärvades fastigheten av direktören Henrik Tore Cedergren, dennes bror jägmästaren Albert N. Cedergren och affärsmannen Emil Egnell. De anlitade arkitekt Lars Israel Wahlman att rita en komplett ombyggnad av huset. Byggmästare var J. Sandberg från Skånska Cementgjuteriet. Genom en ny fastighetsindelning fick östra delen av huset rivas. Andra åtgärder var nya grundmurar av betong, överbyggnad av innergården, ny kökstrappa, butikslokaler i bottenvåningen och omgestaltning av fasaden som fick sitt nuvarande utseende.
Wahlman gav husets exteriör ett nyklassicistiskt utseende. Hörnpartiet kläddes med ljus, slät natursten och övriga fasadytor behandlades med grov spritputs. I höjd med bottenvåningen fick fasaden beklädnad av ljus rödbrun sandsten med dekorativa utsmyckningar. De stora butiksfönstren utfördes höga och välvda. Ombyggnaden var avslutad 1902.

### Interiör
De ursprungliga våningsplanen förändrades bara marginellt. På våning 1–3 trappor fanns en lägenhet om sex rum och kök och en om sju rum och kök. På vinden anordnades två lägenheter om två rum och kök, fyra enkelrum och vindsförråd. 1910 installerades vattenspolningstoaletter, 1915 hiss och 1935 centralvärme. Under åren följde flera invändiga ombyggnader och idag är samtliga lägenheter kontoriserade.

### Verksamheter
En av de första hyresgästerna i bottenvåningens butikslokaler var Föreningen för Svensk Hemslöjd som 1899 öppnade sin utställning och butik. Föreningen disponerade lokalen mot Biblioteksgatan, utrymmen under den överbyggda innergården och delar av källarvåningen som hade förbindelse via en intern trappa med bottenvåningen. Här såldes garn, mönster, möbler, färdiga produkter så som mattor, ryor och liknande. På grund av hyreshöjningar och att föreningen växt ur lokalen flyttade verksamheten 1935 från Biblioteksgatan till Citypalatset vid Norrmalms torg.
En annan långtida hyresgäst var Biblioteksbokhandeln (kunglig hovbokhandel) som innehade hörnlokalen Biblioteksgatan / Jakobsbergsgatan från 1920 till långt in på 1970-talet. Vid Biblioteksgatan 12 hade även Wohlins urhandel sin butik mellan 1930-talet och fram till februari 2018.

### Ägare
Pumpstocken 13 stannade i familjen Cedergrens ägo till långt in på 1970-talet. Därefter ingick huset i AP Fastigheters fastighetsbestånd. I juni 2000 sålde AP Fastigheter egendomen till Hufvudstaden för 184 miljoner kronor som därmed blev ägare till hela kvarteret Pumpstocken.
Den uthyrbara ytan i Pumpstocken 13 uppgår till 2 791 kvadratmeter, huvudsakligen fördelade på 1 759 kvadratmeter kontor och 918 kvadratmeter butiker.

### Historiska bilder

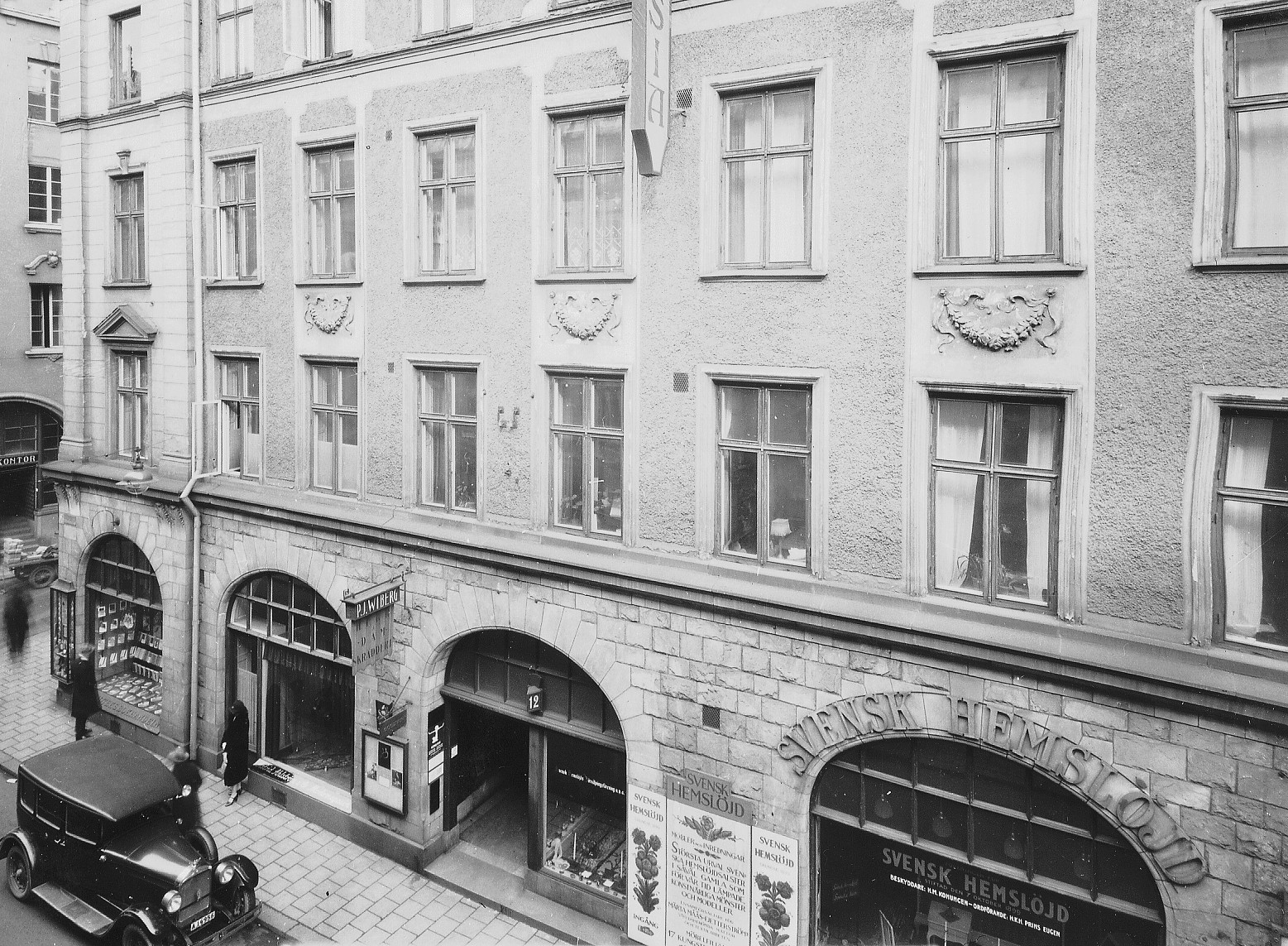
Fasaden mot Biblioteksgatan, 1930.
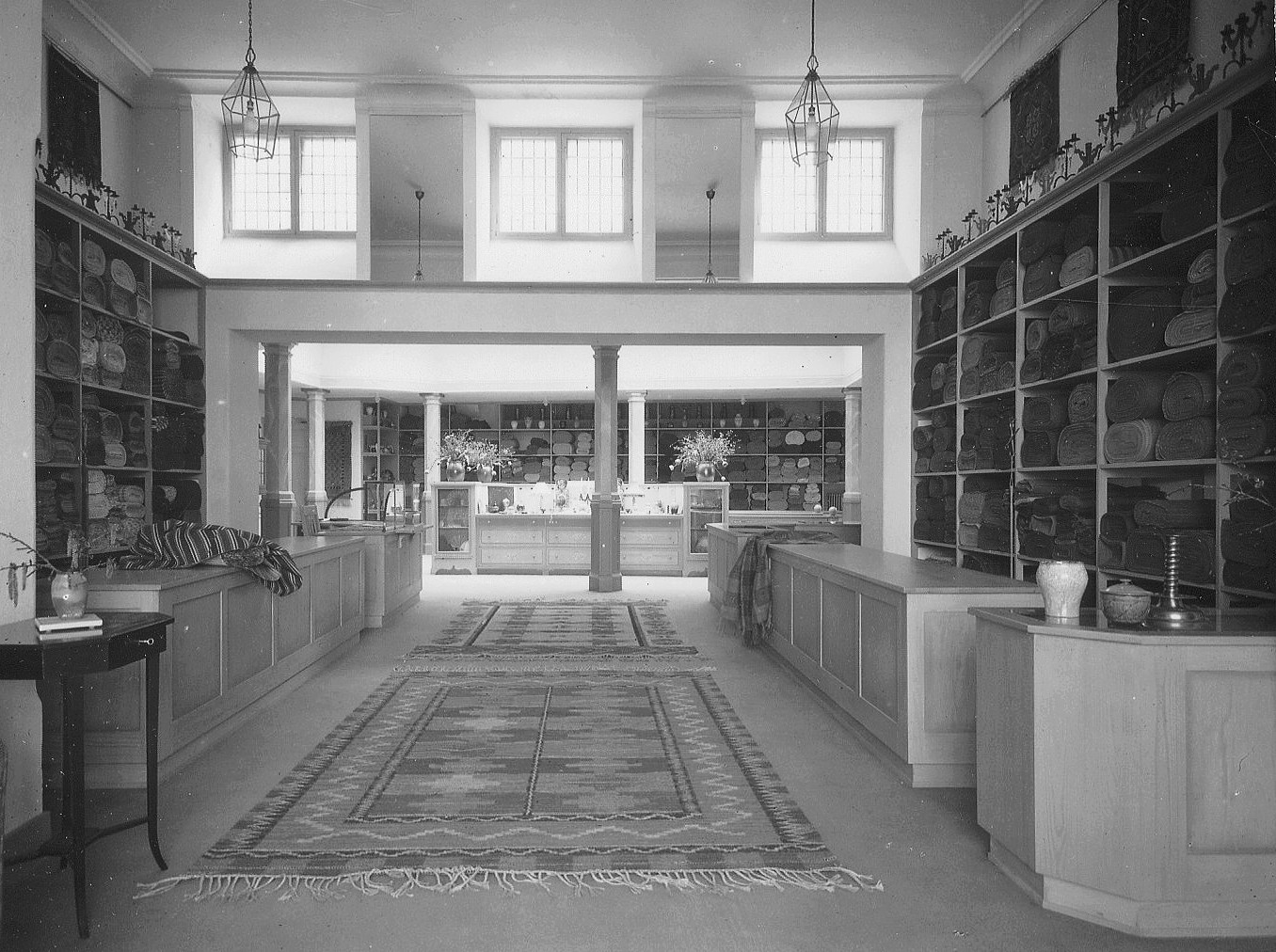
Svensk Hemslöjds butik 1926.
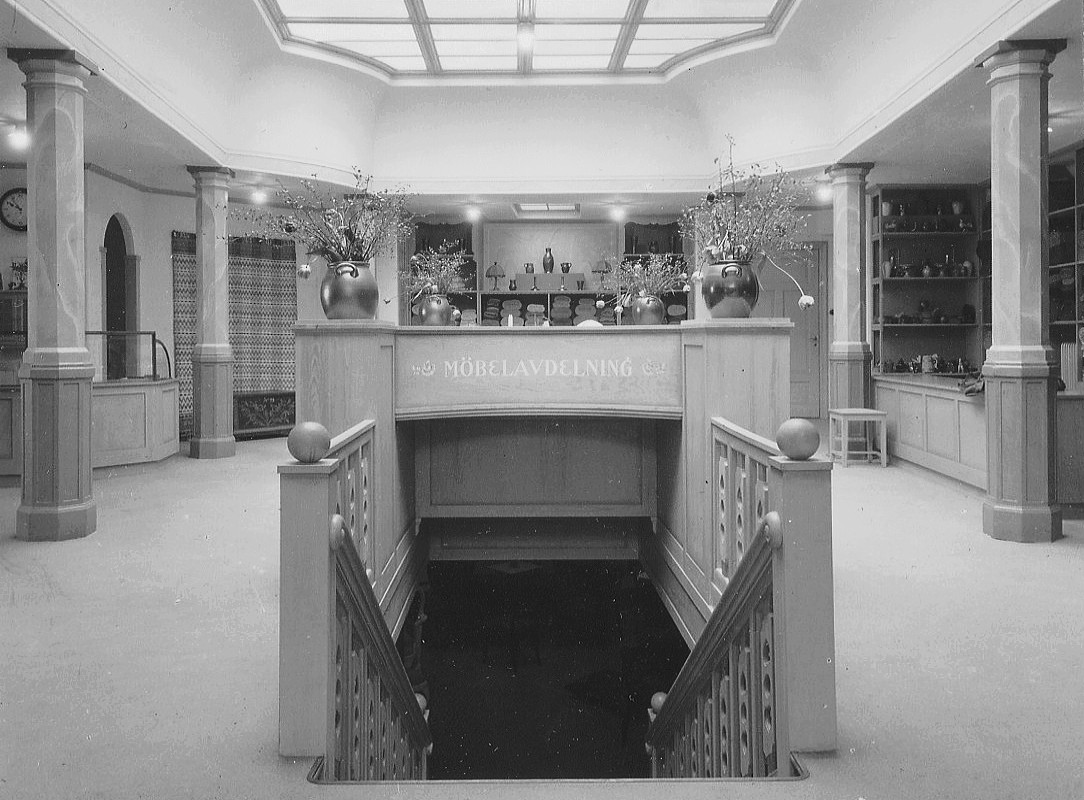
Svensk Hemslöjds butik 1926.
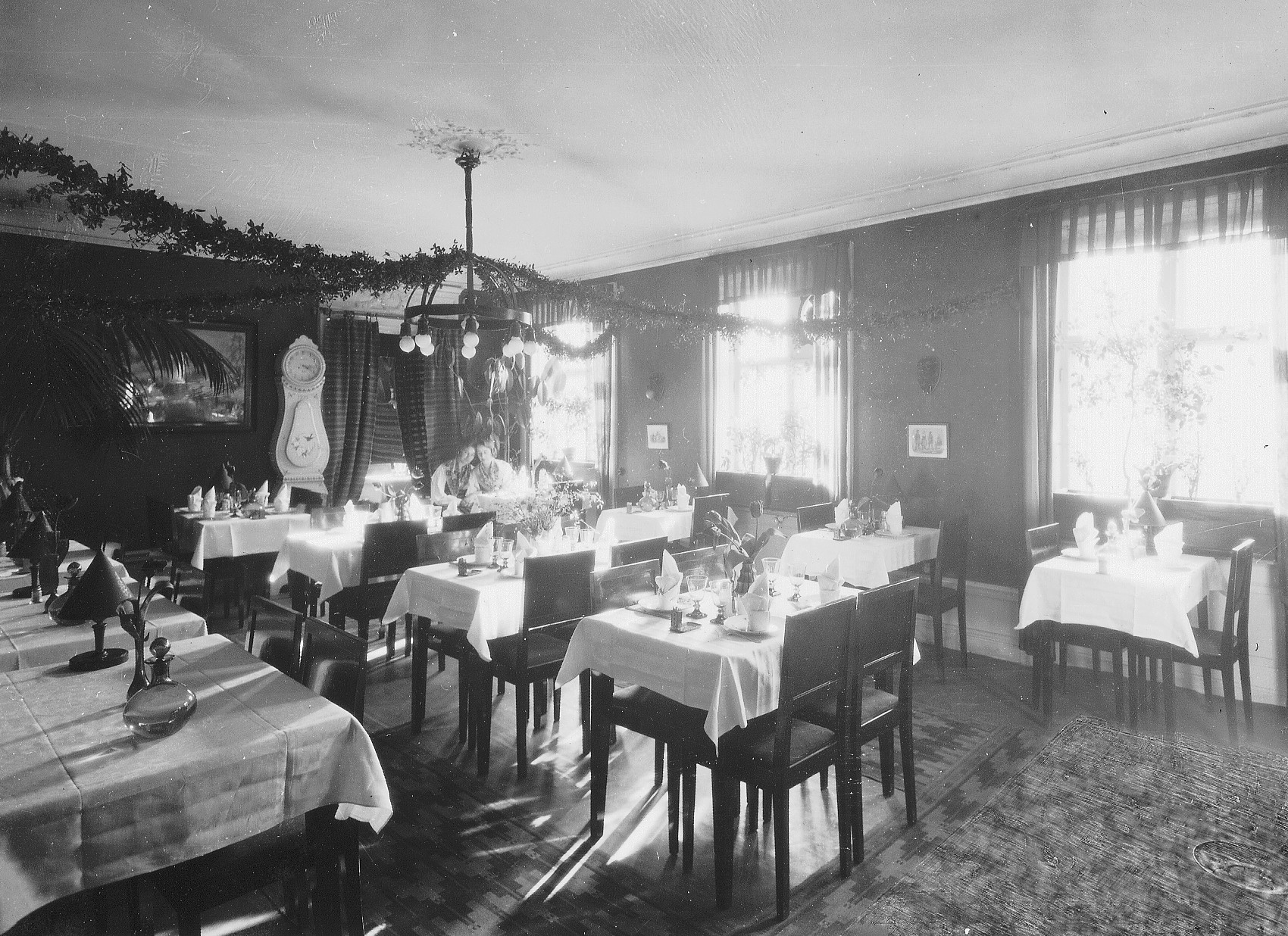
Restaurang Ambrosia, Biblioteksgatan 12, 1930.